# Das Stunden-Buch
Das Stunden-Buch ist der Titel eines Gedichtzyklus von Rainer Maria Rilke. Die 1899 bis 1903 in drei Teilen entstandene, erst 1905 im Insel Verlag in Leipzig veröffentlichte Sammlung gehört mit ihrem träumerisch-melodischen Ausdruck und der neuromantischen Stimmung neben dem Cornet zum wichtigsten Teil seines Frühwerks.
Das Lou Andreas-Salomé gewidmete Werk ist sein erster durchkomponierter Zyklus, der seinen Ruf als religiöser Dichter begründete, wodurch es mit den Duineser Elegien verbunden ist.
In einer noch der Jugendstil-Ästhetik der Jahrhundertwende verhafteten Sprache präsentierte Rilke eine große Bandbreite seines poetischen Instrumentariums. Die suggestive Musikalität seiner Verse entwickelte sich zum Kennzeichen seiner Lyrik und wurde vielfältig und kontrovers rezipiert.
Das Werk umfasst die Teile: Das Buch vom mönchischen Leben, Das Buch von der Pilgerschaft und Das Buch von der Armut und vom Tode.

## Entstehung

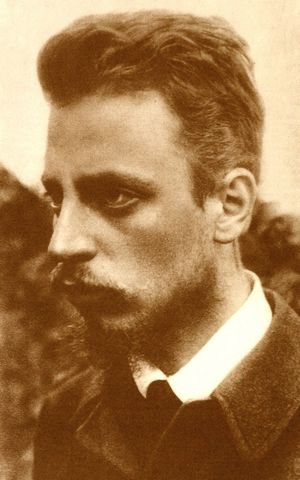
Rainer Maria Rilke, Foto, um 1900

Das erste, zunächst als Die Gebete betitelte Buch entstand vom 20. September bis 14. Oktober 1899 in Berlin-Schmargendorf, wo Rilke auch den Cornet niedergeschrieben hatte. Den mittleren Teil des Zyklus schrieb er (nach der Heirat mit Clara Westhoff) vom 18. bis 25. September 1901 in Westerwede, während das letzte Buch vom 13. bis 20. April 1903 nicht mehr in Deutschland, sondern im italienischen Viareggio verfasst wurde.
Zwei Jahre später, nun in Worpswede, überarbeitete er den Text, der dann im Dezember 1905 als sein erstes, die Zusammenarbeit mit dem Insel-Verlag einleitendes Buch veröffentlicht wurde und noch zu seinen Lebzeiten in vier Auflagen mit ca. 60.000 Exemplaren erschien.
Zum biographischen Hintergrund des Werkes gehören Rilkes Russlandreisen, die er im Sommer 1899 und 1900 mit der Widmungsträgerin Lou Andreas-Salomé unternahm und nach deren Abschluss er mit seiner Arbeit an dem Zyklus begann. Die Weite Russlands, seine von der westlichen Zivilisation noch wenig berührte Kultur und die orthodoxe Religiosität der Bauern formten einen Hintergrund, der sich durch persönliche Begegnungen mit Leonid Pasternak und dem bewunderten Leo Tolstoi im Laufe der Zeit zu einer geistigen Heimat entwickelte.
Wie er zwanzig Jahre später rückblickend schrieb, habe sich ihm dieses Land aufgetan und ihm „die Brüderlichkeit und das Dunkel Gottes“ geschenkt, „in dem allein Gemeinschaft ist.“ In dieser dunklen Ferne sollte der uralte und ewige Gott, an dem immer zu „bauen“ war, auch später für ihn bleiben.
Nach Ansicht Wolfgang Braungarts brachten ihn die sentimentalischen Reisen ins Vormodern-Ursprüngliche dem sozial angeblich Gelungenen nahe, er fand ein „menschlich Gleichgesinntes, ein Brüderliches“ der bäuerlich strukturierten Welt. Auf diese Weise wurde ihm die Religion eines Landes vermittelt, deren Ausdruck die urrussische Ikone bzw. Ikonenwand war.
Rilke teilte die kulturkritische Idealisierung Russlands mit Intellektuellen wie Thomas Mann und Oswald Spengler, die dies zu einem konservativen, von Friedrich Nietzsche ausgehenden Mythos gestalteten, dessen literarischer Kronzeuge Dostojewski war.
Er selbst nahm für die Entstehung der Verse eine Inspirationspoetik in Anspruch, die sein Schaffen auch später prägen sollte. Morgens beim Erwachen oder abends hätte er Worte wie Gebete empfangen, an denen er sich orientiert und die er einem inneren Diktate nach niedergeschrieben hätte.

## Titel und Hintergrund
Der Titel des Zyklus geht auf die seit dem Spätmittelalter gebräuchlichen Stundenbücher zurück und deutet bereits den religiösen Bezug an. Diese Gebets- und Andachtsbücher waren häufig mit Buchmalerei ausgeschmückt und verbanden so die religiöse Erbauung mit der Kunst. Sie enthielten Gebete für unterschiedliche Tageszeiten und sollten durch die regelmäßige Hinwendung zu Gott den Tag strukturieren.
Das Werk steht unter dem Einfluss Friedrich Nietzsches und von Gedanken der zeitgenössischen Lebensphilosophie und zeigt Rilkes Suche nach einem sinnstiftenden Urgrund des Lebens, den er pantheistisch Gott nannte.
Er fand ihn „in allen diesen Dingen / denen ich gut und wie ein Bruder bin“ und sprach ihn als „Nachbar Gott“ an, den er „manchesmal / in langer Nacht mit hartem Klopfen störe“ und von dem ihn nur „eine schmale Wand“ trenne.
Auf diese Situation reagiert Rilke mit einem unvollendeten Dialog zwischen Ich und Gott und hebt dabei jede (vorläufige) Bestimmung Gottes immer wieder auf, eine Bewegung, die beide Seiten betrifft: Nicht nur dissoziiert sich das lyrische Ich, sondern auch der „Gesprächspartner“, der in unterschiedlichen Formen beschworen wird und einmal als „der Dunkelste“, dann wieder als „der Fürst im Land des Lichts“ erscheint.
Neben der Ich-Suche und Selbstfindung zeigen sich in dem Gottes-Dialog zudem Probleme des sprachlichen Ausdrucks. Zwar findet sich in seinem Stundenbuch noch keine fundamentale Sprachskepsis, wie Hugo von Hofmannsthal sie in seinem Chandos-Brief artikulierte, wohl aber das Problem, neben dem eigenen Ich das Wesen Gottes sprachlich zu erfassen. Vor ihm würden die Menschen Bilder aufbauen „...wie Wände ; so daß schon tausend Mauern um dich stehn. / Denn dich verhüllen unsere frommen Hände, / sooft dich unsere Herzen offen sehn.“
Für Meinhard Prill umschreibt Rilke das Bild eines „werdenden Gottes“, der zwar als Sinnstifter der Welt denkbar ist, aber letztlich unsagbar bleibt.

## Form und lyrische Vielfalt
Der Vorläufigkeit des religiösen poetischen Sprechens entspricht die Form der Sammlung mit ihren locker gefügten Gedichten, deren Umfang sehr unterschiedlich ist. Rilke spielte mit einer großen Vielfalt von Strophenformen und verwendete zahlreiche, virtuos eingesetzte lyrische Mittel: Enjambement und Binnenreim, suggestive Bilder, forcierte Reimklänge und Rhythmen, Alliterationen und Assonanzen. Zu den weiteren charakteristischen Eigenheiten gehört die beliebte, oft polysyndetisch verwendete Konjunktion „und“ sowie häufige Substantivierungen, die mitunter als manieristisch eingestuft wurden.
Der Komponist und Dirigent Hans Chemin-Petit vertonte 1944 Rilkes Gedicht aus dem ersten Band des Stundenbuchs "Werkleute sind wir" in einer Kantate für Sopran, Bariton, 4stimmigen gemischten Chor und Orchester. (Andrea Witte, Helene Chemin-Petit, Hg., Hans Chemin-Petit, Werkverzeichnis, Stapp, Berlin 1987, S. 11.)